# Новобогдановский сельский совет (Мелитопольский район)
Новобогдановский сельский совет (укр. Новобогданівська сільська рада) — входит в состав
Мелитопольского района
Запорожской области
Украины.
Административный центр сельского совета находится в 
с. Новобогдановка
.

## История
- 1918 — дата образования.

## Населённые пункты совета
- с. Новобогдановка
- с. Видродження
- с. Першостепановка
- с. Привольное
- с. Троицкое